# Sinophorus psycheae
Sinophorus psycheae är en stekelart som beskrevs av Jinhaku Sonan 1939. Sinophorus psycheae ingår i släktet Sinophorus och familjen brokparasitsteklar. Inga underarter finns listade i Catalogue of Life.